# Пленицино
Пленицино — деревня в городском округе Шаховская Московской области России.

## Население
| 1852 | 1859 | 1926 | 2002 | 2006 | 2010 |
| ---- | ---- | ---- | ---- | ---- | ---- |
| 255  | ↘233 | ↗319 | ↘23  | →23  | ↘18  |

## География
Расположена примерно в 7 км к северо-востоку от районного центра — посёлка городского типа Шаховская, на берегу реки Хмелёвки, впадающей в Колпяну (бассейн Иваньковского водохранилища). В деревне одна улица — Строителей.
Соседние населённые пункты — деревни Аксаково, Затесово и Михайловское. Имеется автобусное сообщение с райцентром (автобус №41).

## Исторические сведения
В 1769 году Пленицына — деревня Колпского стана Волоколамского уезда Московской губернии в составе владения лейб-гвардии секунд-майора, князя Александра Алексеевича Шаховского. В деревне 18 дворов и 62 души.
В середине XIX века деревня Пленицыно относилась к 1-му стану Волоколамского уезда и принадлежала князю Валентину Михайловичу Шаховскому. В деревне было 32 двора, крестьян 128 душ мужского пола и 127 душ женского.
В «Списке населённых мест» 1862 года Пленицыно (Плиницыно) — владельческая деревня 1-го стана Волоколамского уезда Московской губернии по левую сторону Московского тракта, шедшего от границы Зубцовского уезда на город Волоколамск, в 22 верстах от уездного города, при речке Хмелевке, с 40 дворами и 233 жителями (107 мужчин, 126 женщин).
По данным на 1890 год входила в состав Кульпинской волости, число душ мужского пола составляло 114 человек.
В 1913 году — 48 дворов и земское училище.
По материалам Всесоюзной переписи населения 1926 года — деревня Аксаковского сельсовета Судисловской волости Волоколамского уезда, проживало 319 человек (148 мужчин, 171 женщина), насчитывалось 49 крестьянских хозяйств, имелась школа.
С 1929 года — населённый пункт в составе Шаховского района Московской области.
1994—2006 гг. — деревня Белоколпского сельского округа Шаховского района.
2006—2015 гг. — деревня сельского поселения Раменское Шаховского района.
2015 — н. в. — деревня городского округа Шаховская Московской области.